# Позоев, Рубен Аветикович
Рубен Аветикович Позоев или Позоян (16 ноября 1856 — не ранее 1921) —  генерал-майор Российской императорской армии. Участник русско-турецкой и Первой мировой войн. Кавалер Ордена Святого Георгия 4-й степени (1918). После Октябрьской революции жил в Армении, где был арестован советскими властями в 1921 году, некоторое время содержался в концентрационном лагере. Был реабилитирован в 2004 году. Родной брат Леона и Георгия Позоевых.

## Биография

### Происхождение
Рубен Позоев родился 16 ноября 1856 года в дворянской семье армяно-григорианского вероисповедания Позоевых. Дворянский род Позоевых был внесён в список дворянских родов Тифлисской губернии. У Рубена было два брата: Леон (1855 — ?) — генерал-лейтенант императорской армии, кавалер Золотого оружия «За храбрость» (1906) и Георгий (1858 — ?) — генерал-майор императорской армии, кавалер ордена Святого Георгия 4-й степени (1917), после Октябрьской революции служил в Красной армии.

### Служба
Окончил 2-ю Московскую военную гимназию, после окончания которой, 12 августа 1875 года вступил в службу в Российскую императорскую армию. Военное образование получил в Михайловском артиллерийском училище, которое окончил в 1878 году и из которого был выпущен в чине подпоручика со старшинством с 16 апреля 1878 года и распределён служить в 39-ю артиллерийскую бригаду.
Участвовал в русско-турецкой войне 1877—1878 годов. 18 сентября 1878 года получил старшинство в чине поручика, 1 декабря 1885 года — в чине штабс-капитана, 25 марта 1892 года — в чине капитана, 10 октября 1898 года — в чине подполковника, 1 июня 1910 — в чине полковника. Окончил Офицерскую артиллерийскую школу, с оценкой «успешно». 1 июня 1910 года был назначен командиром 1-го дивизиона 20-й артиллерийской бригады.
Принимал участие в Первой мировой войне. 2 февраля 1916 года «за отличия в делах» был произведён в генерал-майоры со старшинством с 11 августа 1915 года. 12 мая 1916 года назначен командиром 6-й артиллерийской бригады. В ноябре 1917 года назначен начальником артиллерии Армянского армейского корпуса. В мае 1918 года награждён орденом Святого Георгия 4-й степени:
За то, что в бою 6-го августа 1916 года у с. Пища, когда наши пехотные части, теснимые противником отошли и оставили артиллерию без прикрытия, несмотря на приказание отходить и на явную опасность быть захваченным в плен противником, находящимся в 150 шагах от его наблюдательного пункта, он не только не отступил, но, заметив подход наших резервов, развив огонь своих батарей до наивысшего напряжения и нанося противнику губительные потери, способствовал нашим частям восстановить свое положение.
Находился на территории Армении во время правления Дашнакцутюнского правительства. В 1921 году, после установления советской власти в Армении, Позоев был арестован. Некоторое время находился в Рязанском концентрационном лагере.
В 2004 году Рубен Позоев был реабилитирован.

## Награды
Рубен Аветикович был пожалован следующими наградами:
- Орден Святого Георгия 4-й степени (Приказ по Кавказскому фронту №139 от 13 мая 1918);
- Орден Святого Станислава 1-й степени с мечами (Высочайший приказ от 30 января 1917);
- Орден Святого Владимира 3-й степени (1912); мечи к ордену (Высочайший приказ от 7 июня 1915);
- Орден Святого Владимира 4-й степени (1906); мечи и бант к ордену (Высочайший приказ от 14 января 1917);
- Орден Святой Анны 2-й степени (1902);
- Орден Святого Станислава 2-й степени (1898);
- Орден Святой Анны 3-й степени (1888);
- Орден Святого Станислава 3-й степени (1884).